# Ruleta rusească

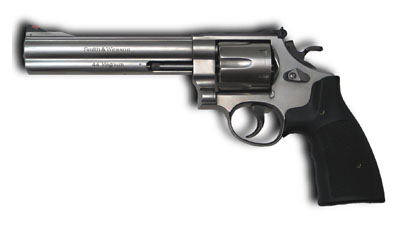
Revolver (.357 Magnum)

Ruleta rusească (în rusă Русская рулетка) este un joc de noroc cu potențial mortal. Jocul descris într-o formă scurtă are loc cu un revolver în al cărui butoiaș se găsește un singur glonț. Butoiașul revolverului este rotit la întâmplare, fără a se ști dacă în poziția de oprire se află sau nu un glonț pe țeavă. Jucătorul pune țeava revolverului la tâmpla proprie și apasă pe trăgaci, după care va rămâne în viață sau va muri. Jocul se repetă până ce la unul din jucători va fi declanșată împușcătura fatală. Ca reguli de joc, se pot stabili mai dinainte numărul de rotiri și de încercări. Starea de tensiune este maximă la fiecare încercare, neștiindu-se dacă urmează viața sau moartea.

## Istoric
Prima menționare a acestui joc de hazard a fost amintită în anul 1937 în magazinul săptămânal Collier’s, în care a apărut un articol scurt cu privire la Russian Roulette scris de Georges Surdez. Articolul descrie faptul că jocul ar fi fost practicat de soldații ruși în Primul Război Mondial, fără a exista însă dovezi. Ulterior această temă a fost preluată în câteva acțiuni fictive din diferite filme sau romane. Pe la mijlocul secolului XX sunt cunoscute câteva cazuri mortale cauzate de acest joc. Un exemplu de caz mortal este cel petrecut la data de 17 octombrie 2004, când un polițist francez și-a împușcat colegul într-un joc de ruletă rusească. Această metodă era practicată printre altele la interogarea deținuților din Chile, în anul 1973.